# Степной варан

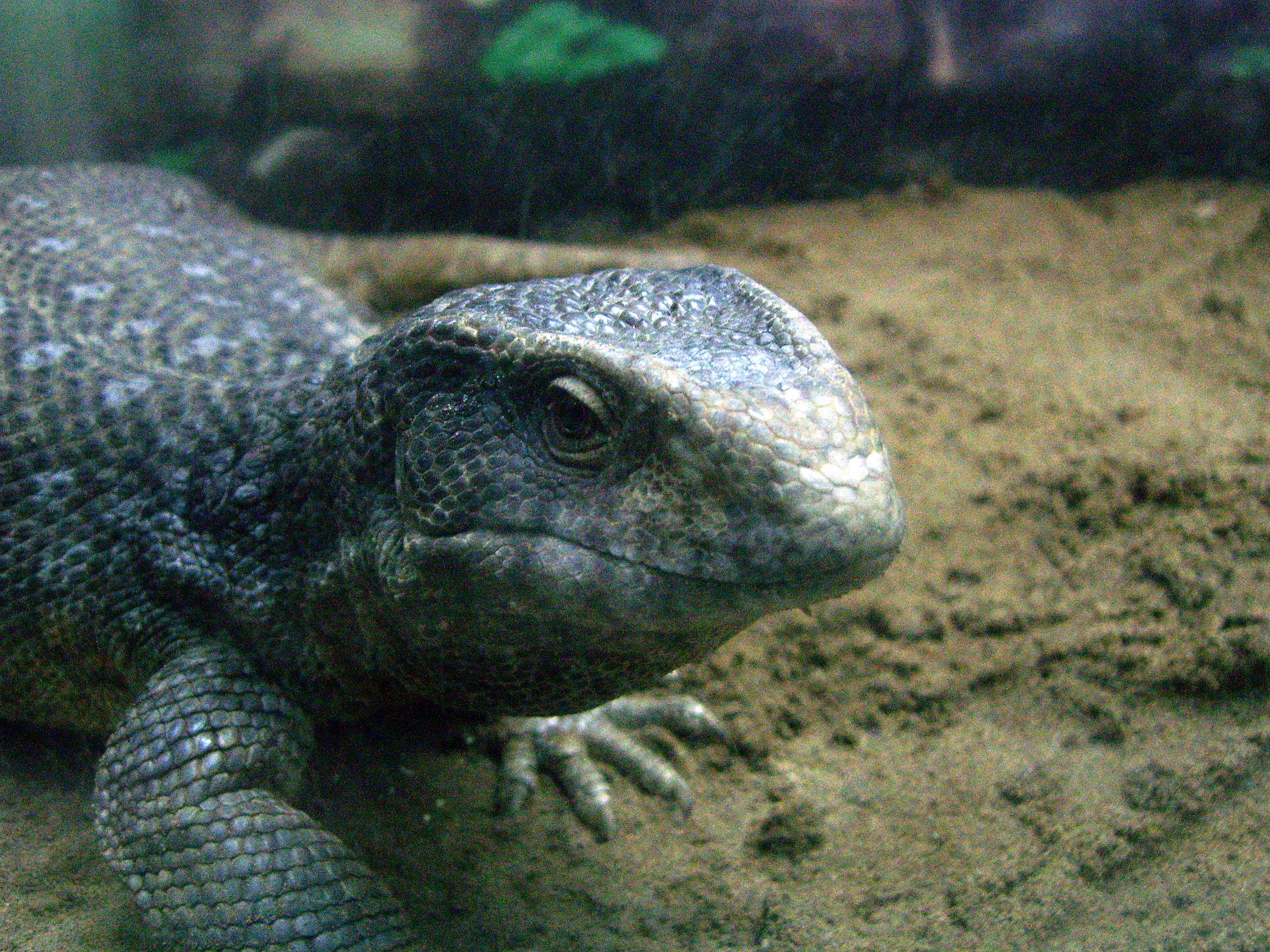
Varanus exanthematicus

Varanus exanthematicus варан, или степной варан (лат. Varanus exanthematicus) — вид пресмыкающихся из семейства варанов.

## Описание

### Размер
Взрослые особи достигают общей длины от 60 см до 1,5 м, самцы, как правило, крупнее самок. Сведения о варанах длиной более 1,5 м и даже 2 м относятся к близкому виду — белогорлому варану. Обычный размер взрослого самца капского варана — около 1 м, особи длиной 120—130 см считаются очень крупными. В неволе капские вараны могут быть больше, чем их дикие собратья, по причине большей доступности и регулярности пищи: нет вынужденных голодовок по причине длительных периодов засухи, которые могут длиться от 3 до 6 месяцев в зависимости от места обитания.

### Распространение
Ареал капского варана проходит поясом через центральную часть Африканского континента от Сенегала на западе до Эфиопии и Сомали на востоке. Этот вид может быть найден в Бенине, Буркина Фасо, Камеруне, Центральноафриканской Республике, Чаде, Демократической республике Конго (Заир), Эритрее, Эфиопии, Гамбии, Гане, Гвинее, Гвинее Бисау, республике Берег Слоновой Кости, Кении, Либерии, Мали, Нигере, Нигерии, Сенегале, Сьерра-Леоне, Судане, Того и Уганде. К югу от ареала капского варана на большой части Африканского континента распространён родственный вид — белогорлый варан (Varanus albigularis). На юго-западе Аравийского полуострова обитает другой близкий вид — йеменский варан (V. yemenensis).

### Образ жизни
Капский варан населяет открытые пространства, в том числе подвергшиеся сельскохозяйственной обработке: степи, саванны, луга, поля и пастбища. Однако этот вид может встречаться и в береговых лесах и редколесьях, зарослях кустарников. Хотя эти вараны отсутствуют в тропических лесах, генетический анализ предполагает, что пояс тропических лесов не препятствует генетическому обмену между популяциями в Гвинее и на прибрежных полях. Остаточный «лесной пояс» является мозаикой участков леса и сельхозугодий, которые ящерицы, возможно, были в состоянии колонизировать.
Эти ящерицы встречаются в изобилии во многих областях, но из-за скрытного поведения их редко видят.
В Гане капские вараны особенно распространены на мозаично разбросанных прибрежных лугах и фермах на юге страны. Здесь только что вылупившиеся ящерицы демонстрируют привязанность к норам крупных сверчков Brachytrupes, которые часто встречаются на плантациях маниоки, кукурузы и ананасов. Вначале молодые ящерицы слишком малы, чтобы убить и проглотить сверчков, но достаточно большие, чтобы насильно занять жилища. Через несколько недель, однако, ящерицы уже способны поедать хозяев нор, и продолжают занимать и расширять норы по мере роста. В конечном итоге они перерастают размеры норы и ищут убежища за пределами фермы, освобождая место для молодняка следующего года.
Взрослые капские вараны часто поселяются в заброшенных термитниках, а также в различных норах, как правило, вырытых другими животными и занятых ящерицей. Несмотря на то, что они не роют свои собственные укрытия, капские вараны очень хорошо копают и проводят большую часть времени в период активности, обследуя норы и выкапывая подземную добычу, которую, по всей видимости, они могут обнаружить с помощью длинного раздвоенного языка.
Капские вараны всех возрастов лазают по деревьям, особенно во время очень влажной или очень сухой погоды. Несмотря на то, что они не очень ловкие, по всей видимости, им удаётся ловить добычу на ветвях. Обычно ящериц видят спящими или греющимися на верхних ветвях или в зарослях. Испуганные, они, не колеблясь, прыгают с дерева, даже со значительной высоты.

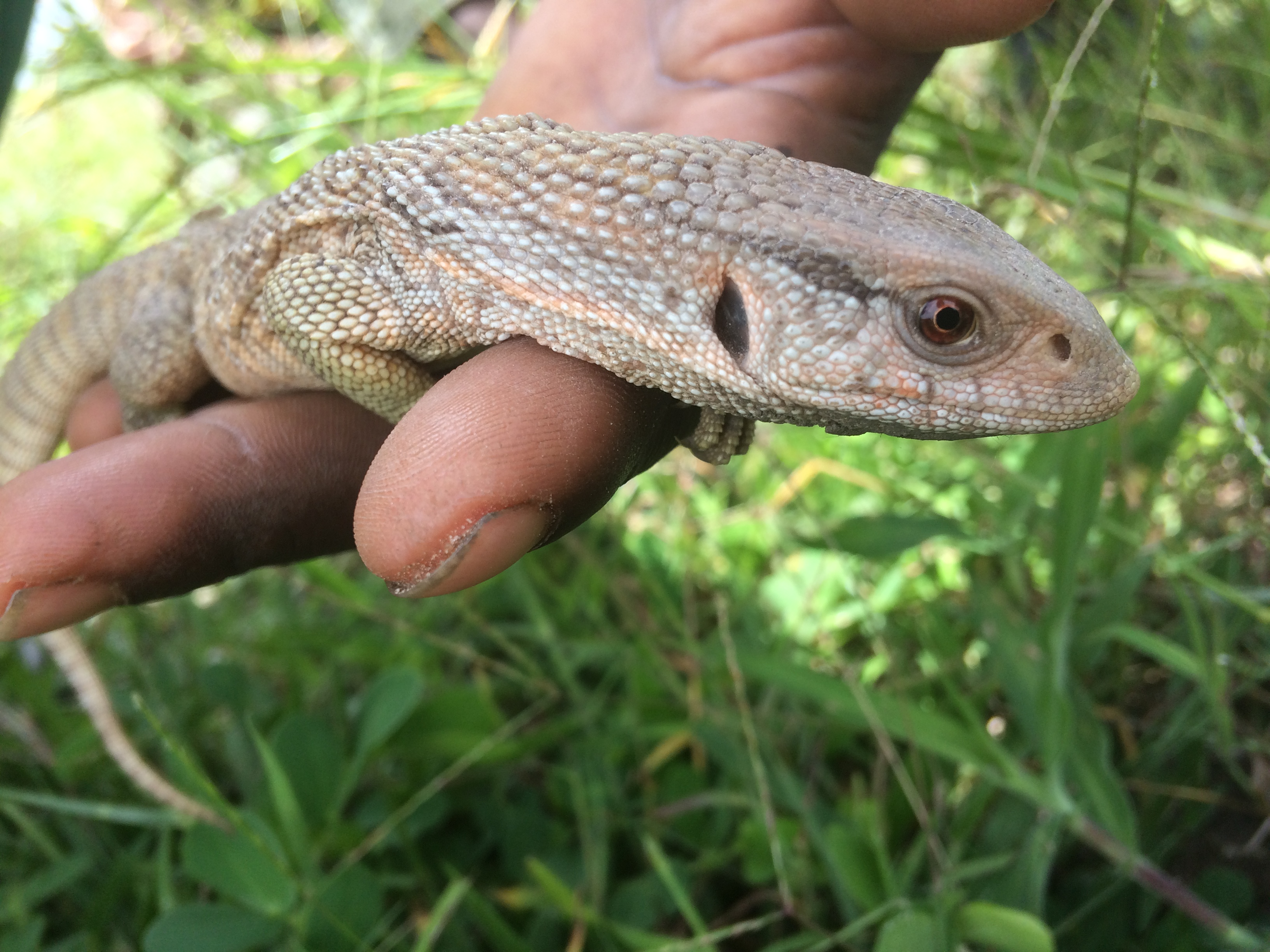
Молодая особь

### Питание
В некоторых источниках указано, что взрослые капские вараны питаются преимущественно мелкими млекопитающими, птицами, змеями, жабами и яйцами. Однако существуют и противоположные мнения.
Несколько морфологических особенностей капского варана заставляют предположить, что он приспособлен для питания улитками или другими хорошо защищёнными беспозвоночными. Взрослые вараны подрода Polydaedalus, в том числе капский, имеют строение зубов, свойственное малакофагам (моллюскоядным): задние зубы мощные, притупленные, с расширенной коронкой. Голова очень большая и оснащена мощной челюстной мускулатурой и крепкими зубами. Питание варанов изменяется с возрастом. Молодые ящерицы имеют конические заостренные зубы, и в дикой природе основой их рациона являются насекомые и другие членистоногие. По мере роста варана кости челюстей утолщаются, мышцы увеличиваются, а острые колющие зубы становятся широкими и дробящими, способными справиться с очень толстой бронёй. Моллюски в некоторых условиях могут быть основной пищей для этих ящериц. Но при этом вараны поедают любых животных, которых могут добыть. Из пяти видов современных варанов с аналогичными приспособлениями четыре встречаются только в Африке, исключением является варан Грея (Varanus olivaceus) с Филиппин.
Дэниэль Беннетт (D. Bennett) изучил содержимое желудка и образцов фекалий более чем 200 капских варанов в дикой природе. Только один экземпляр был зарегистрирован как съевший позвоночное животное, остальные питались только беспозвоночными. Личинки жуков, кивсяки и многоножки — это наиболее распространённые кормовые объекты в начале сезона дождей, заменяющиеся за счёт увеличения числа прямокрылых позже в течение года. Кроме того, вараны в природе поедают крабов, богомолов, перепончатокрылых, чешуекрылых, скорпионов, улиток и яйца, как агам, так и своего вида. В национальном парке Kyabobo в рацион капского варана наряду с беспозвоночными входят мелкие млекопитающие. В некоторых случаях капские вараны были замечены в нападениях на змей близких к своему размеру, в частности — на королевских питонов. Большинство кормовых объектов добывается на ветвях деревьев, в мягкой земле или под навозом жвачных. В разгар кормовой деятельности на добычу может приходиться свыше 10 % от массы тела.
По данным Д. Беннетта новорождённые вараны питаются в основном мелкими сверчками и слизнями, постепенно включая в рацион крупных сверчков и саранчу, а также большое количество скорпионов (особенно чёрных императорских скорпионов, Pandinus imperator), улиток и амфибий. Рацион питания неполовозрелых особей может включать главным образом (до 70 % и более) гигантских сверчков из рода Brachytrupes, которые в изобилии водятся в тех же местах.
Взрослые капские вараны могут охотиться на более крупную добычу, особенно крупных многоножек (Iulus spp.) и жуков, но даже самые большие капские вараны в основном придерживаются «детского» рациона из сверчков и моллюсков.

### Активность
Взрослые капские вараны относительно неактивны в течение большей части года. В конце сухого сезона, в феврале-марте, они неделями остаются в одной и той же норе или около одного куста. В течение этого времени вараны практически не питаются, по-видимому, живут за счёт жировых отложений.
Пик активности и сезон размножения приходятся на сезон дождей. Самцы часто преодолевают большие расстояния в поисках районов с хорошими источниками пищи; самки являются более скрытными и, очевидно, гораздо менее активными.

### Размножение
Капские вараны начинают размножаться в конце сезона дождей. Ухаживания и спаривания продолжаются в течение последующих жарких сухих месяцев, в ноябре-декабре. О поведении капских варанов во время спаривания в дикой природе ничего не известно.
Самка откладывает, по крайней мере, одну кладку яиц, обычно в неглубокой гнездовой норе, которую она выкапывает среди корней кустарников. Количество яиц, достигающих приблизительно 45 миллиметров в длину, колеблется от шести до почти 50 в кладке. Яйца развиваются в течение 100 дней и более, таким образом, молодые появляются в начале сезона дождей, как правило, в марте-апреле. Молодые вараны достигают общей длины тела около 13 см.

### Продолжительность жизни

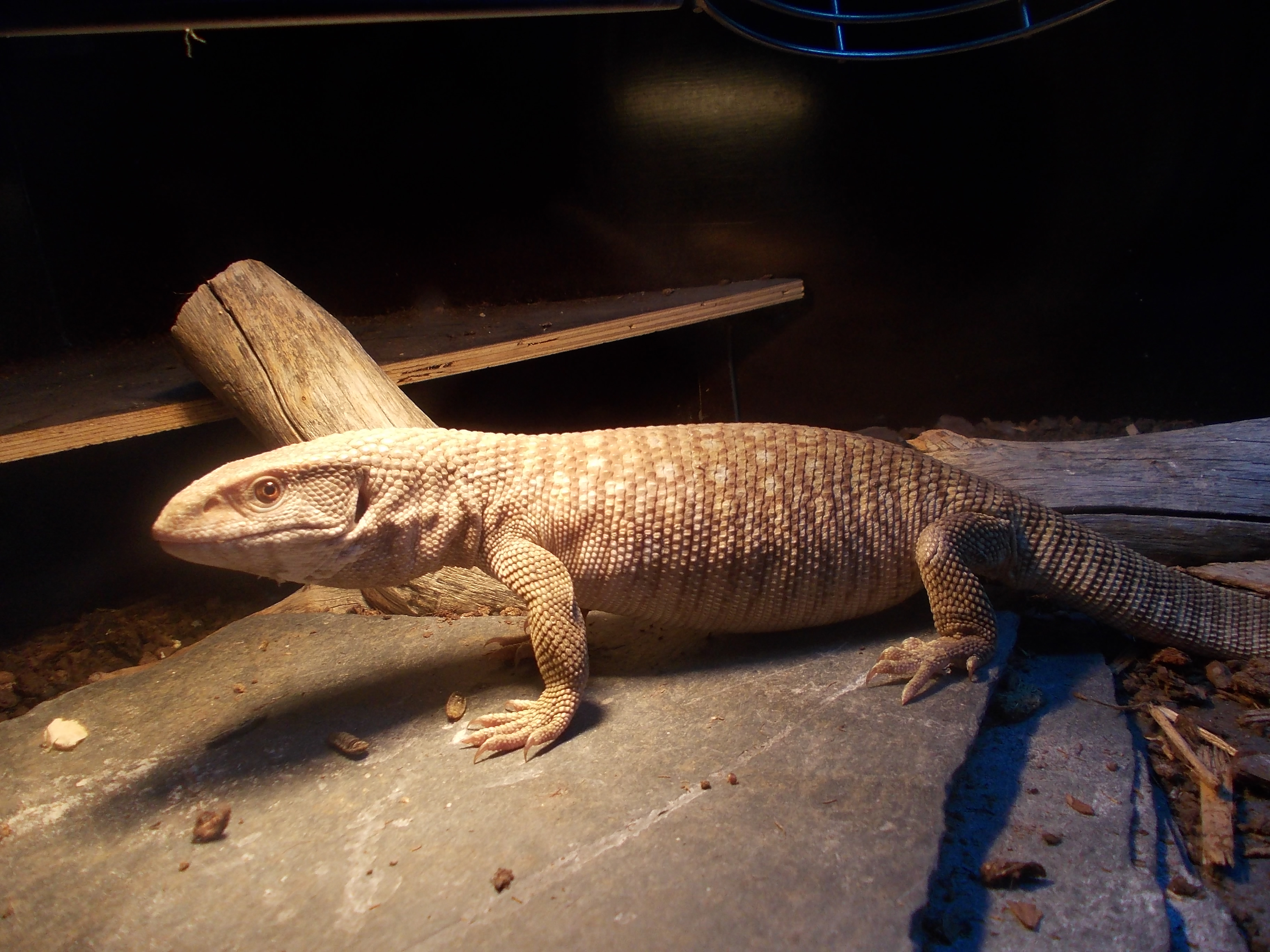

В неволе 10 и более лет при правильном содержании. Максимальная зафиксированная продолжительность жизни капского варана в неволе — 12,8 лет.

## Значение для человека
Человек охотится на капского варана в первую очередь для получения мяса и шкур, а также и для торговли животными. В период с 1970 по 1990 гг. наиболее распространена была торговля шкурами. Однако, последние годы торговля шкурами, похоже, сократилась, и значительно возросла торговля живыми животными. Молодняк в возрасте до 6 месяцев являются основной целью для продажи в качестве питомцев, поскольку их дешевле перевозить и проще продать, чем более крупных животных.
Хотя нет никаких свидетельств, что торговля живыми африканскими варанами оказывает вредное влияние на дикие популяции, есть опасения, что интенсивный отлов в небольших районах приведёт к их локальному исчезновению.

## Краткие сведения по содержанию в неволе
Необходим просторный террариум, так как варанам нужно много двигаться, рыть и лазить. Минимальные габариты жилища составляют: 
Длина террариума - 2 длины взрослого животного.
Глубина - полторы длины.
Высота - минимум 50 см грунта и полторы-две длины животного, чтобы оно в вертикальном положении не доставало до ламп и крышки террариума. 
При должной глубине и увлажненности грунта варан сам выкопает себе норы, однако на начальном этапе стоит поставить минимум 2 укрытия в холодном и теплом углах.
Температура в зоне обогрева от 35 °C, под лампой может доходить до 60°C, в холодном углу — до 22—24 °C. Ночная температура — 22—24 °C.
Обязательно УФ облучение (специальные лампы для пустынных рептилий с UVA/UVB не менее 15, лучшие производители JBL, Arcadia). Световой день 12 часов.
Влажность должна составлять от 100 % в холодном (влажном) углу до почти 0% в точке прогрева, Средняя влажность должна составлять 60 %.
Капские вараны живут в степях, любят купаться. Необходим бассейн с чистой водой, в котором они будут купаться и туда же испражняться.
В качестве субстрата подойдёт земляная смесь с песком, кокосовыми/древесными чипсами и сфагнумом. 

### Кормление
В неволе капским варанам часто дают в качестве основного рациона грызунов, птицу, а также яйца и многие другие продукты животного происхождения. Такое кормление считается недопустимым, так как быстро приводит к ожирению, заболеваниям печени и почек. Ожирение — главная проблема «домашних» капских варанов. Склонность к ожирению связана, скорее всего, с особенностями сезонной активности. В природе многие вараны в период активности стараются съесть как можно больше и способны быстро накапливать жировые запасы для последующего периода покоя. Особенно это важно для самок, у которых во время спячки большая часть накопленного жира идёт на развитие яиц. Капские вараны в природе неактивны в течение шести месяцев. Кроме того, в поисках пищи вараны часто преодолевают большие расстояния. В неволе ситуация иная: у здорового капского варана хороший аппетит, и в то же время вараны этого вида довольно флегматичны и в террариуме могут целый день лежать, греясь под лампой, экономя энергию. В результате, в условиях террариума при регулярном кормлении относительно жирными продуктами (грызуны, мясо, консервированные корма для собак и кошек), малоподвижном образе жизни и отсутствии возможности израсходовать жировые отложения в течение спячки ожирение практически неизбежно. Данная патология значительно укорачивает срок жизни животного и приводит к скорой и мучительной гибели.
Молодым степным варанам в неволе следует давать прямокрылых и других беспозвоночных, обсыпанных витаминно-минеральными добавками (кальций с витамином D3), изредка можно предлагать голышей крыс/мышей. 
Взрослому варану следует предлагать крупных беспозвоночных, суточных цыплят, кормовых лягушек и реже грызунов. 
Для капского варана в неволе пищей могут быть самые разные беспозвоночные: кормовые насекомые (сверчки, тараканы, саранча, личинки бронзовок) земляные черви, улитки и слизни. Можно включать в рацион химически необработанные морепродукты — мидии, креветки. Совсем отказываться от дачи кормовых позвоночных не стоит — они являются ценным источником кальция (содержится в костях позвоночных) и других важных элементов. Охотно поедают вараны и рыбу (лучше мелкую нежирную морскую или речную рыбу целиком). Сырые перепелиные и вареные куриные яйца даются изредка.

### Темперамент
Этот вид варанов достаточно хорошо приручается, но некоторые особи могут быть агрессивны. Не ручной или испуганный варан поворачивается боком к «агрессору», раздувается, сгибает хвост к противоположной стороне тела, занося его для удара. При приближении агрессора на достаточно близкое расстояние велика вероятность укуса (что не представляет для человека серьёзной опасности за исключением возможного занесения инфекции).